# Dracula gorgona
Dracula gorgona är en orkidéart som först beskrevs av Adolphus Henry Kent, och fick sitt nu gällande namn av Carlyle August Luer och Rodrigo Escobar. Dracula gorgona ingår i släktet Dracula och familjen orkidéer. Inga underarter finns listade i Catalogue of Life.

## Bildgalleri

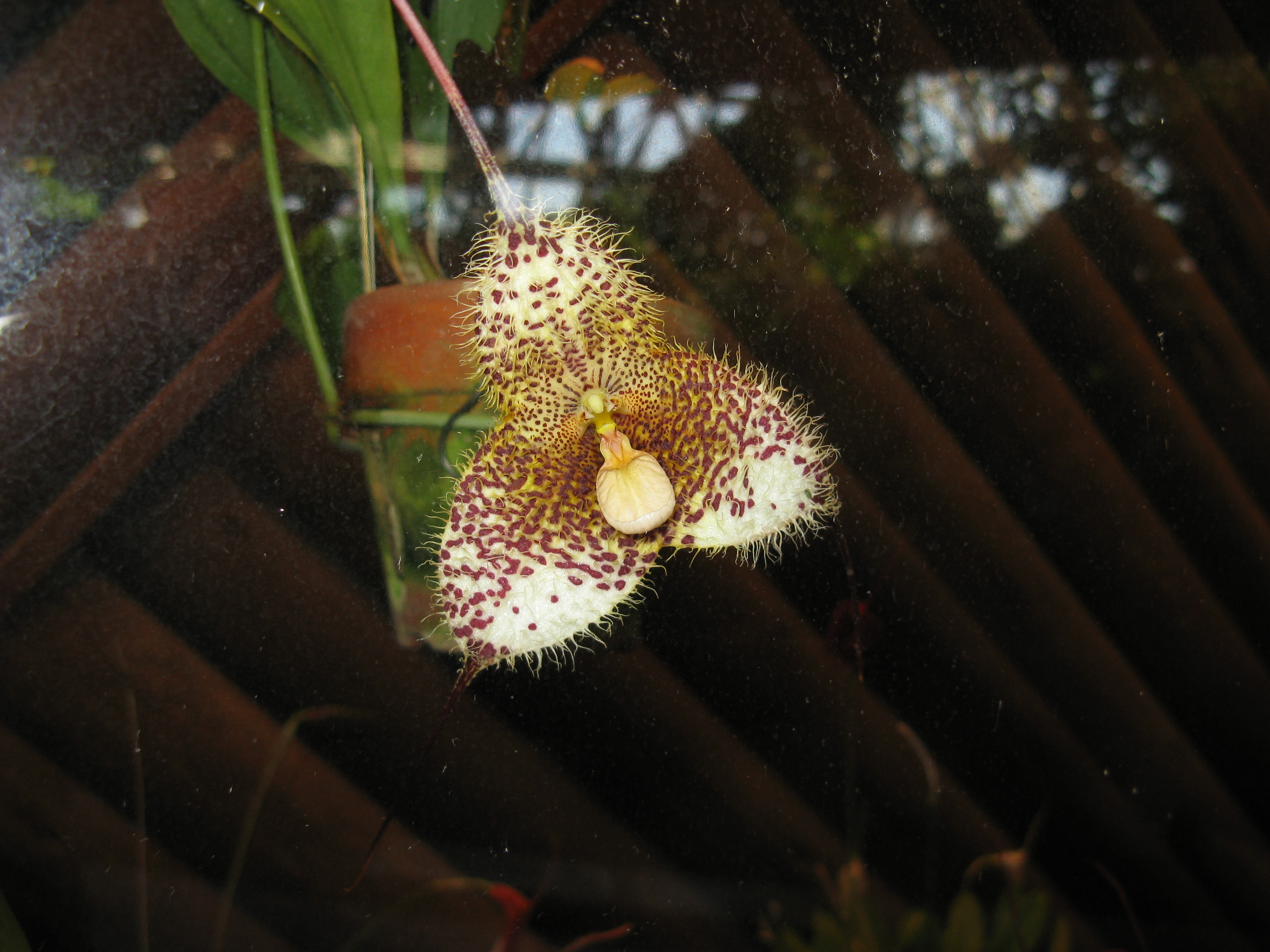